# 甲玛赤康
甲玛赤康（藏語：རྒྱ་མ་ཁྲི་ཁང་，威利转写：rgya ma khri khong），位于西藏自治区拉萨市墨竹工卡县甲瑪鄉赤康村，既是一座村落（赤康村），还是过去吐蕃赞普的宫殿、万户府、霍康家族的庄园。其中的赤康拉康是一座藏传佛教格鲁派寺院，

## 简介
甲玛赤康位於拉薩以東70公里处的墨竹工卡县甲玛乡，吐蕃时期此地称为“雅嫩”（ཡར་བསྣོན་）。藏语“甲玛”（རྒྱ་མ་）意为“水草丰足的富地”；“赤康”（ཁྲི་ཁང་）是对尊贵的人的住宅的称呼，一是称松赞干布住房，二是称万户长住房。
甲瑪溝是通往桑耶寺的古道之一，與桑耶寺仅隔一山，是有趣的徒步旅游線路。甲瑪鄉的经济是以農业為主的半農半牧經濟，歷史上曾是西藏貴族的“糧倉”。甲瑪鄉是松贊干布的出生地，赤康村（即甲玛赤康）是薩迦王朝時期十三萬戶長之一的駐地，后来为霍康家族所有。

### 吐蕃宫殿
6世纪时，松赞干布的父亲南日松赞越过雅鲁藏布江北边的一道山口，来到墨竹工卡，兼并了拉萨以北的苏毗部落，南日松赞在墨竹工卡暂居。
甲瑪鄉是吐蕃第三十二代赞普南日松赞的王子松赞干布的降生地。根据藏史记载，在松赞干布之父南日松赞当政期间，此处是“强巴敏久林”（དྱམས་པ་མི་འགྱུར་གླིང་，意译仁慈不变宫），松赞干布即诞生于此宫。该宫位于甲瑪溝内。
甲玛赤康西南的山坡上，有一座松赞干布出世时的宫舍，以及一泓名叫“忱果泉”的泉水，如今这里尚存遗址，该史迹在帕邦喀寺庙内有详细记载。山谷东侧有一座“杰波古卡尔”（藏王宫），屹立于山嘴口子上。过去，该城堡内供奉有松赞干布泥塑身像，约有佛殿一层楼高，头缠黑色头巾，头巾中间有阿莫德旺姆头像（有人称松赞干布为“两头法王”，此因松赞干布为观音菩萨的化身，观音菩萨头上有阿莫德旺姆的头像，故塑松赞干布的像时，头顶上塑造黑布缠阿莫德旺姆的形象）。该塑像在文化大革命中被毁，后来当地信众在废墟上新塑了一尊松赞干布像。
6世纪的吐蕃时期王宫已不复存在，但现存的城堡（1960年仍在）也非常古老，有人认为该城堡有近千年历史，应是苏毗部落防御南来之敌而兴建的工事。该城堡的城墙上有许多射箭孔，城门外有一片片的陷马坑，还有护城河遗迹。

### 赤康拉康的创建
藏传佛教“后弘期”（约11、12世纪），甲玛便是藏传佛教噶当派盛行的地区。直到13世纪，此地的噶当派势力仍然很强。甲玛沟从噶当派时期开始，到格鲁派时期，寺庙众多，当时文献记载的“四洞八寺”如今仍存遗迹。
12世纪起，今墨竹工卡县境内的甲玛便成为继热振之后又一噶当派圣地，宗喀巴时期仅仁钦岗寺便驻有僧人800余人。1090年，噶当巴嘉宇瓦的弟子格尔公巴·熏奴扎巴出生在甲玛嫩达地方。1119年，噶当巴格西格尔公巴创建了甲玛仁钦岗。大约同时，在甲玛城墙内兴建了上、下拉康以及噶当派宝瓶。
1138年，另一位噶当派大师桑杰温·熏奴炯乃出生在甲玛嫩达。他是格尔公巴的侄孙，也是格尔公巴关系最亲密的弟子之一。传说，桑杰温自幼天分超常，能在石头上留下脚印，童年便出家为僧。1162年，桑杰温主持兴建了80根柱的拉康钦莫及附属建筑。
该拉康原属藏传佛教噶当派寺庙，清朝时改宗格鲁派。历史上，该寺称“环绪寺庙”，建筑风格与大昭寺相同，带有西藏古建筑寺庙的密壁特点。

### 万户府的创建
13世纪时，该地属萨迦派统治的十三万户之一。萨迦王朝时期，在西藏创立十三万户建制，“甲玛万户”为其中的万户之一，居于甲玛赤康。当时，此地经济繁荣，人畜兴旺。后来又兴建了许多座佛殿、佛塔，文物古迹很多。

### 被毁与修复
在准噶尔部与拉藏汗间的战争中，由于站在拉藏汗一方，帮助拉藏汗打击准噶尔部，甲玛拉康钦莫遭到大规模破坏。后来由于天花多次流行，此地死去很多人，经济及文化趋于毁灭。
16世纪学者巴卧·祖拉陈瓦的《噶当教法源流》记载，“仲滚·桑杰温是喇嘛嘉宇瓦的转世……在我（指作者）33岁时，拉康钦莫毁于一场大火。”巴卧·祖拉陈瓦生于1504年，故甲玛拉康钦莫应是1536年左右（藏历第九饶迥火猴年）毁于大火。
1640年，蒙古的固始汗入藏，甲玛的万户长与之发生战争，造成甲玛的许多古建筑遭焚毁及破坏。
拉康被毁后，由霍康家族的后裔阿沛·阿旺晋美的父亲率人维修。所以此后，也有人称该拉康为“阿沛拉康”。
赤康村內保留着西藏貴族莊園特有的建築形式，带有古圍牆、古佛塔、古寺廟等。村内古迹大多留存至今。20世纪末至21世纪初，部分遗址及寺院获得重修，佛寺内供奉有松赞干布、文成公主、尺尊公主的塑像。到2012年，赤康拉康主供一尊高约3米的十一面千手千眼观音菩萨像、镀金的释迦牟尼像、噶当派佛塔，寺内还有用黄金等多种珍宝手写的《甘珠尔》等佛经，经堂内还有不少珍贵壁画。此外，赤康拉康还有松赞干布出生时，宫殿旁边神泉中出现的上刻“六字真言”的天然石刻等文物。
家乡为甲玛乡赤康村的霍康·强巴旦达自幼受父亲霍康·索朗边巴的影响，关注家乡的文化事业。1991年，霍康·强巴旦达捐资、当地民众出工出力，维修了在文化大革命中遭到破坏的三座佛塔。维修期间，在三座佛塔的基座及四周的废墟内发现了许多古代擦擦，这些擦擦被全部收入塔内保存。
2007年，在赤康村原来的拉康钦莫（大殿）的遗址上新发现了一批可能是噶当巴时期的佛教擦擦。发现的这些擦擦的地点在如今的饶结林佛殿右侧约10米的巨大废墟上，根据文献记载应为原甲玛拉康钦莫被焚毁后的遗址。这批擦擦数量以万计，全部从建筑废墟地下一米左右出土，在地下的切面内发现了明显的火烧层，其中夹杂了许多藏文古籍护书用的木板烧成的炭灰、穿绑经书用的铁环等物，有些铁环已烧得变形。这说明该遗址确毁于一场大火。此次出土的擦擦中，以佛塔最多，其他多为释尊佛、观音菩萨、度母、畏怖金刚，而这些恰为噶当派的“四佛”，说明这些擦擦应属于噶当巴时期。
2002年，西藏自治区旅游局将甲玛赤康列入西藏自治区旅游重点开发项目。甲玛赤康附近，有“松赞林卡”，是松赞干布及甲玛乡的贵族们休闲用的园林；还有莲花生大师修行洞，是一座溶洞，位于甲玛乡塔龙沟，海拔4500米，溶洞深50余米。此外还有松赞干布纪念馆 、霍康庄园 、松玛拉康。2007年，第一届甲玛松赞文化艺术节举行，期间举办赛牦牛、朗布晋塔、赛马、抱石头、藏式围棋、克郎球等比赛，还有农牧民民间歌舞汇演。
2011年，西藏自治区文化厅、拉萨市文物局的文物专家以及工作人员来到墨竹工卡县，对10座大型寺庙的现存藏文古籍（主要是经文）进行普查登记，经过鉴定，直贡梯寺、德仲寺、艾玛日寺、芒日岗寺、羊日岗寺、夏拉康、帮萨寺、仁青林寺、松玛拉康、赤康拉康现存藏经中，57余函藏经有古籍保护价值，另外40余函藏经由于损坏严重，无法鉴别。此外，这些文物专家还鉴定了墨竹工卡县甲玛乡松玛拉康最近出土的文物，确定此次出土的经文的历史均有500至600年。